# 阿納斯塔西奥斯·多尼斯
阿納斯塔西奥斯·多尼斯（希臘語：Αναστάσιος Δώνης；1996年8月29日—）是一位希臘足球運動員。在場上的位置是二前鋒。現效力於法甲球隊蘭斯 。他曾效力於尤文圖斯足球俱樂部。